# Antoni Mokosiej Denisko
Antoni Mokosiej Denisko herbu Wukry – podkomorzy wendeński w 1761 roku, cześnik połocki w 1740 roku.
Sędzia kapturowy powiatu krzemienieckiego w 1764 roku.